# Eduard Kittel (admirál)
Eduard Kittel (26. října 1864 Cheb – 26. ledna 1935 Litoměřice) byl rakousko-uherský admirál. Jako absolvent námořní akademie sloužil u c. k. námořnictva od roku 1884, absolvoval několik zaoceánských cest a vystřídal důstojnické pozice na řadě lodí. Za první světové války zastával funkce u námořní základny v Pule a v roce 1918 byl povýšen na kontradmirála. V této hodnosti mu byl přiznán nárok na penzi v Československu, kde se usadil po rozpadu monarchie.

## Životopis

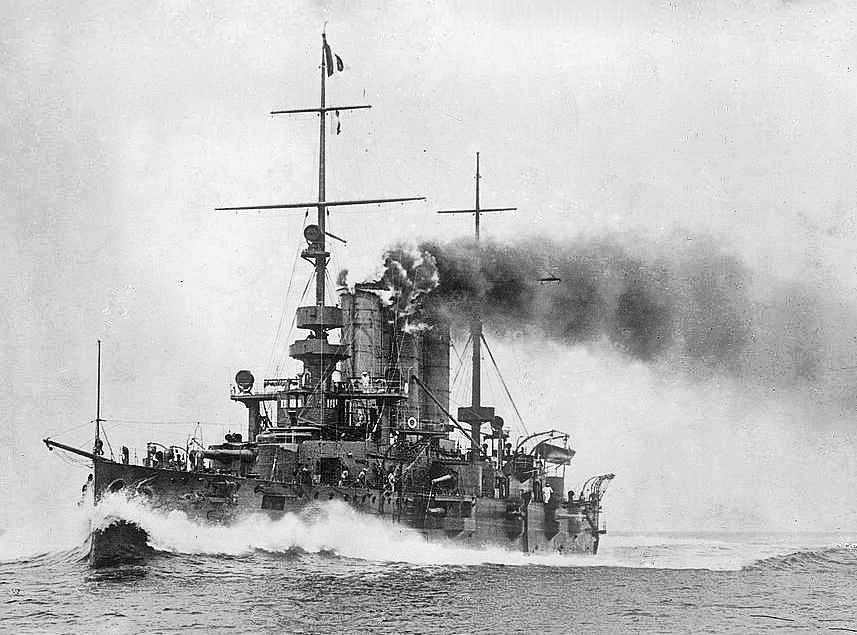
Bitevní loď SMS Erzherzog Ferdinand Max

Narodil se v Chebu jako syn pedagoga a českého zemského poslance Eduarda Kittela (1833–1900). První vzdělání získal na reálce v Linci, kde byl tehdy jeho otec ředitelem (1875–1880) a v letech 1880–1884 studoval na C. k. námořní akademii v Rijece. K námořnictvu vstoupil jako kadet v roce 1884 a na korvetě SMS Saida absolvoval zaoceánskou plavbu k břehům jižní a severní Ameriky a na Dálný východ (1884–1886). Poté vystřídal službu na různých lodích, v roce 1888 získal hodnost praporčíka a absolvoval důstojnický kurz pro obsluhu torpéd. V letech 1892–1894 znovu na korvetě SMS Saida absolvoval dvouletou cestu na Dálný východ pod velením kapitána Moritze Sachse.
Jako poručík II. třídy (1895) sloužil u jednotek námořní pěchoty a v roce 1897 se na křižníku SMS Tiger zúčastnil mezinárodní blokády Kréty během řecko-turecké války. V hodnosti poručíka I. třídy (1899) působil u Námořního technického výboru nebo v prezidiální kanceláři námořní sekce na ministerstvu války. Byl také pedagogem na cvičných lodích a v roce 1907 získal hodnost korvetního kapitána. Vystřídal pozice prvního důstojníka na bitevní lodi SMS Erzherzog Ferdinand Max (1908–1909) nebo velitele cvičné lodi SMS Schwarzenberg (1910–1911).
V hodnosti fregatního kapitána (1. května 1910) se stal šéfem štábu eskadry na bitevní lodi SMS Erzherzog Karl (1911–1912) a následně byl velitelem cvičné lodi SMS Gamma (1912–1913). K datu 1. listopadu 1912 získal hodnost kapitána řadové lodi, ale ještě před první světovou válkou byl v lednu 1914 odeslán do penze. Po vypuknutí války byl znovu povolán do aktivní služby a od srpna 1914 vedl poštovní a telegrafický úřad sborového námořního velitelství v Pule. V letech 1915–1917 byl zástupcem velitelem arzenálu v Pule a nakonec od září 1917 zástupcem prezidenta Námořního technického výboru. 
Ke dni 1. května 1918 byl povýšen do hodnosti kontradmirála a po rozpadu monarchie byl znovu odeslán do penze. Usadil se v Litoměřicích, odkud jeho rodina pocházela. Požádal o zařazení do československé armády a v roce 1919 mu byla přiznána hodnost kontradmirála ve výslužbě s nárokem na penzi.
Zemřel 26. ledna 1935 ve věku sedmdesáti let v Litoměřicích, kde byl také pochován na městském hřbitově po boku svých rodičů.

## Řády a vyznamenání
Během služby u námořnictva získal několik ocenění v Rakousku-Uhersku i v zahraničí.

### Rakousko-Uhersko
- Jubilejní pamětní medaile (1898)
- Vojenský záslužný kříž (1904)
- Vojenský jubilejní kříž (1908)
- Služební odznak pro důstojníky III. třídy (1909)
- Řád železné koruny III. třídy (1913)
- důstojnický kříž Řádu Františka Josefa s válečnou dekorací (1917)

### Zahraničí
- rytíř Řádu Albrechtova (1911, Sasko)